# 가스미촌 (아이치현)
가스미촌(糟海村)은 아이치현 헤키카이군에 설치되었던 촌이다. 현재의 오카자키시 남서부에 해당한다.